# يا طيور
يا طيور هي أغنية ألفها يوسف بدروس، ولحنها محمد القصبجي، وغنتها أسمهان عام 1940.

## الإضافات التي حققها لحن يا طيور للموسيقى والغناء العربيين
- لأول مرة في تاريخ الغناء العربي ، يضع القصبجي لحنا حقق التطابق التام بين الموسيقى ومعاني الكلمات في جميع مراحل اللحن ، لقد جاء اللحن بحق مرآة لما جاء به النص.
- قدم القصبجي في هذا اللحن حركة الطيور عن طريق الموسيقى وعبر التوزيع الهارموني ، وكانت هذه أول مرة في تاريخ الغناء العربي تأخذ فيه الموسيقى دورا بطلا في العمل الفني ، وقبل هذا اللحن كانت الموسيقى في الغناء العربي موظفة لمرافقة صوت المطرب والتعبيرعن المعاني المغناة.
- قدم القصبجي في هذا اللحن الأسطوري ما يمكنني أن أسميه بالألحان التجريبية في الموسيقى العربية ، وهي نادرة جدا ، لكن مع الآسف توقف عن هذا الخط التجديدي لعدم قدرته على إيجاد صوت مقتدر بديل لصوت أسمهان.
- استطاع القصبجي في هذا اللحن أن يمزج بين المقامات العربية الأصيلة والتوزيع الهاموني في صلب الأغنية ، وقبله كانت هنالك محاولات محتشمة في هذا المجال ، وكان التوزيع الهارموني يوظف في أحسن الحالات في المقدمات الموسيقية الطويلة التي تسبق الغناء ؛
- رغم أن اللحن مستلهم ولا أقول مقتبس ، فإن القصبجي حقق معادلة صعبة ، وفي هذا السياق يقول فيكتور سحاب في كتابه السبعة الكبار في الموسيقى العربية المعاصرة: « فأغنية يا طيور التي تحس في مقدمتها أنها مكتوبة بطابع سمفوني ، لا ينتابك – لحظة – أي شك في طابعها العربي ، ومزاجها القومي الواضح . »
- حقق القصبجي في هذا اللحن إحدى نظرياته في الإلقاء الغنائي ، فقد انتقل من الإلقاء الغنائي التقليدي إلى الأسلوب الغربي ، لأنه من وجهة نظهره ، أقدر على التعبير وعلى إظهار ملكات الصوت الإنساني وطاقاته ،
- في هذه الأغنية قدمت أسمهان صوت السوبرانو الأوبيرالي الذي لم تقدمه أية مطربة عربية في الغناء العربي الكلاسيكي قبلها ، ولم تنجح أية مطربة عربية حتى اليوم في أن تقدمه ، ونستثني من المقارنة طبعا مطربات الأوبرا العربيات التي يتغنين بالأوبرا الغربية بكلمات عربية لأن هن لسن طرفا في المقارنة ولا يجدن الغناء العربي الكلاسيكي ، لذلك صدق الناقد الفني كمال نجمي حين قال : « أسمهان هي الحاجز الصوتي الذي لم تستطع مطربات عصرنا اجتيازه حتى الآن ، إنهن يقفن وراءها بمسافة كبيرة ، برغم أنها غير موجودة بينهن